# Selbitz (flod)
Selbitz er en bilod til Saale fra venstre, i den østlige del af Frankenwald. Den har sit udspring ca. 650 moh. i en dam nordvest for landsbyen Wüstenselbitz i Helmbrechts kommune (i landkreis Hof i den tyske delstat Bayern).  Den løber først mod øst , og så i nordlig retning omkring Helmbrechts videre forbi byerne Schauenstein, Selbitz og Naila; Mellem Hölle og Blechschmidtenhammer løber den i den 170 meter dybe   Höllental der er skåret gennem klipper af  diabas.
I landsbyen  Hölle (Naila kommune) ligger  direkte ved flodbredden en 262 meter dyb boret mineralvandskilde, Höllensprudel. Mellem udmundingen af Thüringischen Muschwitz ved enden af Höllentals og udmundingen i Saale ved Blankenstein, danner Selbitz, på en ca. to kilometer lang strækning, grænse mellem Bayern og Thüringen; vandrevejen mellem de bayerske bebyggelser Untereichenstein og Blankenstein regnes for afslutningen af den historiske thüringske grænsevej Rennsteigs.
Selbitz er 36,6 Kilometer, og der er en højdeforskel på 236 meter. Navnet Selbitz kommer sandsynligvis fra det  slaviske zelenovica som betyder noget i retning af grønne bæk. 
- Selbitz' kildedam
- Jernbanebro over Selbitz ved Naila
- Dæmning i Selbitz ved banegården i Naila